# رنشن
رنشن (بالألمانية: Renchen) هي مدينة وبلدة ألمانية تقع في ألمانيا في Ortenaukreis. يقدر عدد سكانها بـ 7,334 نسمة .